# Shahrestān di Shahrud
Lo shahrestān di Shahrud (in farsi شهرستان شاهرود) è uno degli 8 shahrestān della provincia di Semnan, il capoluogo è Shahrud. Lo shahrestān è suddiviso in 4 circoscrizioni (bakhsh): 
- Centrale (بخش مرکزی)
- Bastam (بخش بسطام), con le città di Bastam, Kalateh Khij e Mojen.
- Biarjomand (بخش بیارجمند), con la città di Biarjomand.
- Meyami (بخش میامی), con la città di Meyami.